# 梅尔罗斯
梅尔罗斯（英语：Melrose；苏格兰盖尔语：Maolros），是英国苏格兰苏格兰边区的一个城镇，位于特威德河畔。总人口1,671（2001年）。该地主要景观有梅尔罗斯修道院遗址等。